# Gaia
Gaia (görögül Γαῖα, más néven Gé) a Föld istennője a görög mitológiában. Rómában Tellus, illetve Terra néven tisztelték.
Az őselemek egyikeként Gaia testesítette meg a földet, ő volt a Földanya. Hésziodosz az Istenek születése című munkájában nem egyértelmű, hogy Khaoszból született-e, vagy közvetlenül Khaosz után jött-e létre: "Elsőnek jött létre Khaosz, majd Gaia követte (...)". Gaia után jött létre Erósz és Tartarosz. Miután Khaoszból megszületett Nüx és Erebosz, az Éj és a Sötétség, majd gyermekeik, Hémera és Aithér, a Világosság és a Nappal, Gaia önmagától szülte  meg Uranoszt, az eget, Oureiát, a hegyeket és Pontuszt, a tengereket. Ezután Uranosszal nemzette Ókeanoszt, Koioszt, Kríoszt, Hüperíónt és Íapetoszt, majd a titánokat és titaniszokat. A három küklópsz és a három százkarú szörnyeteg, a Hekatonkheirek is az ő gyermekeik voltak.
Uranosz a föld mélyére kényszerítette minden gyermekét, Gaia azonban szenvedett, és sajnálta gyermekeit – legifjabb fia, Kronosz végül megesküdött neki, hogy kiszabadítja testvéreit, és bosszút áll apján. Gaia egy sarlót adott Kronosznak, majd elrejtette. Amikor Uranosz Nüx kíséretében megérkezett, és vágyakozva megközelítette Gaiát, Kronosz levágta apja hímtagját és a tengerbe vetette. Az Ég óriási üvöltéssel elvált a Földtől, és vissza sem tért azóta – földre hulló véréből születtek  Erinnüszök, a Gigászok és a Meliák, tengerbe hajított férfiassága körül pedig felfodrozódott a víz, ezzel életet adva Aphrodité istennőnek.
Miután Uranosz eltávolodott Gaiától,a Földanya Pontusszal hált, közös gyermekeik lettek a tengeristenek, Néreusz, Thaumasz, Phorküsz, Kétó és Eurübia.
Gaia megjósolta Kronosznak, hogy legyen bármilyen erős is a titánok királya, gyermekei erősebbek lesznek nála, ezért Kronosz elnyelte minden gyermekét, amint megszülettek. Azonban Rheia, Kronosz testvér-felesége haragra gerjedt, és amikor utolsó gyermekével volt viselős, a Földanyához fordult segítségért, aki segített lányának titokban megszülni Zeuszt, majd gondozta és nevelte. Amikor Zeusz felnőtt, Gaia elmondta neki, hogyan szabadíthatja ki testvéreit, majd amikor Zeusz és testvérei háborút vívtak Kronosszal és a titánokkal, a Földanya volt az, aki átadta unokájának a villámokat.
Gaia támogatta Zeuszt, azonban miután az elfoglalta az Olümposz trónját, az Alvilágba zárta a titánokat, amellyel feldühítette a Földanyát. Gaia Tartarosszal hált, és megszülte Tüphónt, akit Zeusz csak úgy tudott legyőzni, hogy ráhajította az Etna-hegyet. Pszeudó-Apollodórosz arról is beszámol, hogy Tüphón kezdetben diadalmaskodott, és elűzte az isteneket Egyiptomba, akik különböző állatok alakját felöltve menekültek előle. Egy változat szerint Ekhidna is az ő gyermeke.A Homéroszi himnuszokban azonban nem Gaia, hanem Héra szüli meg Tüphónt – az istenek királynője féltékeny dühében le akarja taszítani Zeuszt a trónról, és Gaiához fordul segítségért, aki ezt meg is adja.
Gaia jóslataival és tanácsaival segítette Zeuszt – ő figyelmeztette az istent arra, hogy amennyiben Métisz leányt szül, az apjával egyenrangú, ha fiút, az apjánál nagyobb erejű lesz. Ezenfelül ő sarjasztotta azt a nárciszt, amely Perszephonét Hadész karjába csalta, valamint a Heszperiszek kertjében álló aranyalmafát is ő ajándékozta Hérának.

## Gaia és Pandóra
Ugyan Hésziodosz nem nevezi meg Gaiát az első halandó asszonyt teremtő istenségek – Héphaisztosz, Athéné és Aphrodité – között, mégis jelen van, hiszen Pandórát, akárcsak a halandó férfiakat, földből gyúrták. Kerényi Károly Görög mitológia című munkájában felveti annak lehetőségét, hogy a mítosz eredeti változatában Pandóra nem az emberiségre vészt hozó halandó asszony lehetett, hanem Gaia ajándéka, aki leutánozza a Földet, a termékeny anyát. Ezt támasztja alá ábrázolása a vázafestményeken, amelyeken Pandóra kitárt karral, földműveseknek emelkedik ki a frissen feltört földből.